# Farø
Farø ist eine dänische Insel im Storstrømmen zwischen Sjælland und Falster. Die Meerenge zwischen Farø und Sjælland wird Kalvestrøm genannt. Zwei Brücken, die so genannten Farø-Brücken, verbinden Farø mit Falster und  Sjælland und führen so die kombinierten Europastraßen E 47 und E 55 von Falster nach Sjælland. An der gleichnamigen Abfahrt auf der Insel befindet sich eine Raststätte. Außerdem verbindet ein Damm die Insel  mit der Nachbarinsel Bogø. Farø ist 93 ha groß und hat 5 Einwohner (1. Januar 2023).
Farø liegt im Kirchspiel Bogø (Bogø Sogn), das bis 1970 zur Harde Mønbo Herred im damaligen Præstø Amt gehörte, danach zur Møn Kommune im damaligen Storstrøms Amt. Seit der Kommunalreform zum 1. Januar 2007 gehört Farø zur Vordingborg Kommune in der Region Sjælland.